# Десорбція поля

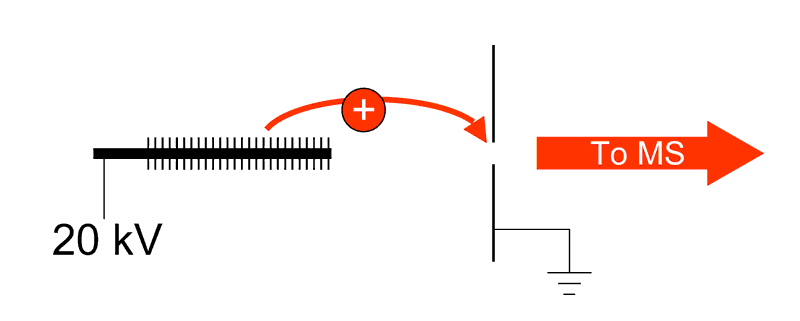
Схема польової десорбційної іонізації з емітером ліворуч і мас-спектрометром праворуч

Десорбція поля (англ. field desorption) — у мас-спектрометрії — утворення йонів у газовій фазі з розташованого на твердій поверхні матеріалу (емітера) в присутності сильного електричного поля. Термін (не зовсім влучний) означає буквально десорбцію електричного поля матеріалу у вигляді йонів певного типу з досліджуваного зразка.
Насправді процес набагато складніший, бо процеси йонізації відбуваються як у твердому тілі, так і в паровій фазі.